# Pauly Shore
Paul Montgomery Shore, känd som Pauly Shore, född 1 februari 1968 i Los Angeles, Kalifornien, är en amerikansk skådespelare och komiker. Han är mest känd för sina insatser i komedifilmer på 1990-talet.

## Biografi
Pauly Shore och hans bröder Scott och Peter är söner till Sammy och Mitzi Shore, som grundade The Comedy Store, en komediklubb i Los Angeles. Pauly växte upp i Beverly Hills och gick ut Beverly Hills High School 1986.
Shore hade till en början småroller i filmer och jobbade främst som ståuppkomiker under det sena 1980-talet, tills han slog igenom som programledare på MTV, där han jobbade 1989−1994. Han hade sitt eget program, Totally Pauly, och ledde flera "Spring Break"-fester på MTV.
1991 släppte han sitt första komedialbum, The Future of America och blev belönad med "Bästa komedialbum" av College Music Journalists. Efteråt släppte han även Scraps from the Future och Pink Diggly Diggly.
Shores belönades med en Golden Raspberry Award (eller Razzie, ett pris för årets sämsta filmer och skådespelarinsatser) för sina insatser i hans första film Encino Man (1992). Filmen blev trots detta mycket populär, och ses idag som en kultfilm i USA. Framgångarna ledde till att han fick roller i filmer som Son In Law, In the Army Now, Jury Duty (Razzie-vinnare 1995) och Bio-Dome (Razzie-vinnare 1996). "Framgången" började ta slut när han 1997 försökte komma tillbaka till TV-publiken med sin TV-serie Pauly på Fox. Programmet fick ett så dåligt mottagande att det lades ner dagen efter första avsnittet.
2000 vann han ännu en Razzie för "Decenniets sämsta nya stjärna", men vann inte "Århundradets sämsta skådespelare", då en viss Sylvester Stallone fick ta emot priset.
Shore försökte göra en comeback med fiktiva dokumentären Pauly Shore Is Dead, vilken släpptes på video 25 januari 2005, efter en kort tid på biografer. Filmen fick förvånansvärt nog bra kritik av filmrecensenter och fans.
2005 hade han också en dokusåpa som hette Minding the Store på TBS. I serien fick man följa Shore när han tog över The Comedy Store och försökte få rörelsen att gå bättre. I en intervju som han gjorde för att marknadsföra programmet erkände han att han har varit sexberoende och går till en psykolog samt att han spelar in deras möten för att visa några av dem i programmet. Han lovade att om någon inte skrattade under programmet så skulle de få en dollar. De som inte skrattade skulle bara skicka ett brev till Shore med deras adress, så skulle de få en dollarsedel. Man vet inte om någon fick någon dollarsedel, men programmet slutades sändas efter tio avsnitt.

## Filmografi (urval)
- 1988 – For Keeps
- 1988 – 18 på nytt
- 1992 – California Man
- 1992 – Class Act
- 1993 – En svärson på halsen
- 1994 – In the Army Now
- 1995 – Janne Långben - The Movie (röst, ej krediterad)
- 1995 – Dummare än dum
- 1996 – Bio-Dome
- 1997 – Casper - Det magiska äventyret (röst)
- 1998 – Casper möter Wendy (röst)
- 2000 – En extremt långbent film (röst)
- 2003 – Pauly Shore Is Dead (även manus, regi och produktion)
- 2011 – Born to Be a Star
- 2020 – The Midnight Gospel (TV-serie)

## Diskografi
- 1991 – The Future of America
- 1992 – Scraps From the Future
- 1994 – Pink Diggly Diggly
- 2000 – Hollywood, We've Got a Problem

## Priser
- Vinnare av "Sämsta nya stjärna" (Razzie, 1992, Encino Man)
- Nominerad till "Bästa komediframträdande" (MTV Movie Awards, 1994, En svärson på halsen)
- Vinnare av "Sämsta skådespelare" (Razzie, 1995, Jury Duty)
- Vinnare av "Sämsta skådespelare" (Razzie, 1996, Bio-Dome)
- Vinnare av "Decenniets sämsta nya stjärna" (Razzie, 2000, flera filmer)
- Nominerad till "Århundradets sämsta skådespelare" (Razzie, 2000, flera filmer)
- Vinnare av "Publikens val-priset" (Slamdunk Film Festival, 2003, Pauly Shore is Dead)